# くだらないロマンス
『くだらないロマンス』（原題：쩨쩨한 로맨스）は、2010年12月1日公開の韓国映画。
イ・ソンギュンとチェ・ガンヒとの共演による、ちょっとエッチなラブコメディー。

## ストーリー
漫画家チョン・ベ（イ・ソンギュン）は天才的な絵の実力は持っているが、稚拙なストーリーによって、描くたびに総スカンを食らっていた。そんな彼には、大切な亡き母と自分の肖像画を売られないようにするため、お金が必要だった。
ある日、友人から10万ドルの賞金がかかったアダルトコミック公募展の話を聞きつける。公募展に応募するしかないと思ったチョン・ベは、自らの弱点であるストーリーを書く作家を探すことに。その作家を探すなかで、不思議な魅力を持った自称・セックスコラムニストのハン・ダリム（チェ・ガンヒ）と出会い、彼女に決める。
賞金は折半となり、チョン・ベとタリムふたりの最強コラボによりセクシー成人漫画が作り上げられていく。そんな折、チョン・ベに有名なストーリー作家からの仕事が舞い込み、お金の目途は立つ。しかし、これには条件があり、取材のためにパキスタンに長期滞在しなければならないというのだ
。

## キャスト
| 役名           | 俳優               | 役どころ                     |
| -------------- | ------------------ | ---------------------------- |
| チョン・ベ     | イ・ソンギュン     | 漫画家                       |
| ハン・ダリム   | チェ・ガンヒ       | コラムニスト                 |
| ヘリョン       | オ・ジョンセ       | チョン・ベの友人、漫画家     |
| マ・ギョンソン | リュ・ヒョンギョン | ハン・ダリムの友人           |
| ハン・ジョンス | ソン・ユハ         | ハン・ダリムの双子の弟       |
| ミノ           | ペク・ドビン       | チョン・ベの友人、漫画家     |
| イ・セヨン     | イ・ウォンジョン   | ストーリー作家               |
| ピョンドゥ     | パク・ソンイル     | チョン・ベの友人、出版社勤務 |
| パクチーム長   | チョン・ミンソン   | 出版社勤務                   |
| セクシーな女性 | リュ・ジヘ         |                              |
| ミノの父親     | ヨ・ムヨン         |                              |

## スタッフ
- 監督/脚本：キム・ジョンフン
- 製作：ペク・ギョンスク
- 撮影：チェ・ヨンファン
- 音楽：チョン・ジェヒョン